# یواس‌اس سوانسون (دی‌دی-۴۴۳)
یواس‌اس سوانسون (دی‌دی-۴۴۳) (به انگلیسی: USS Swanson (DD-443)) یک کشتی بود که طول آن ۳۴۸ فوت ۴ اینچ (۱۰۶٫۱۷ متر) بود. این کشتی در سال ۱۹۴۰ ساخته شد.